# Ceratocapnos claviculata
Ceratocapnos claviculata là một loài thực vật có hoa trong họ Anh túc. Loài này được (L.) Lidén mô tả khoa học đầu tiên năm 1984.

## Hình ảnh

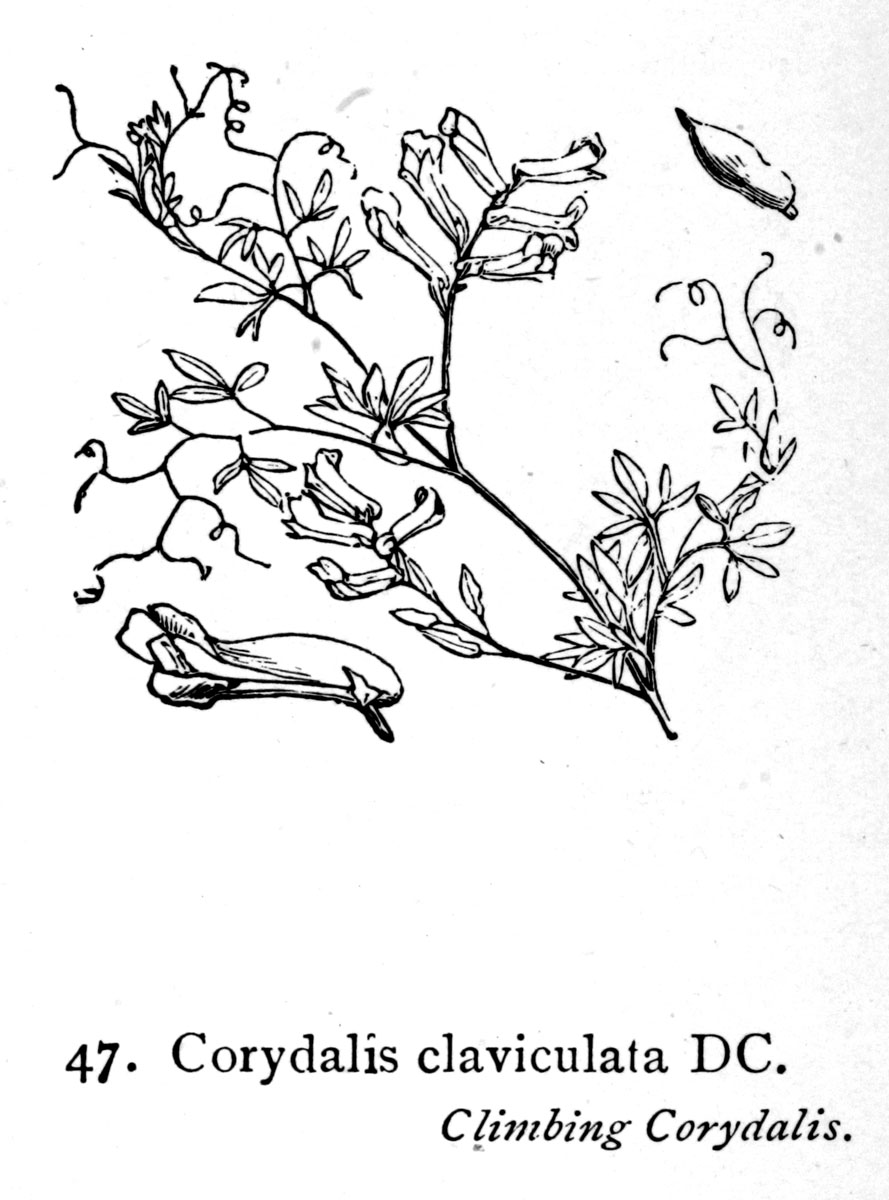
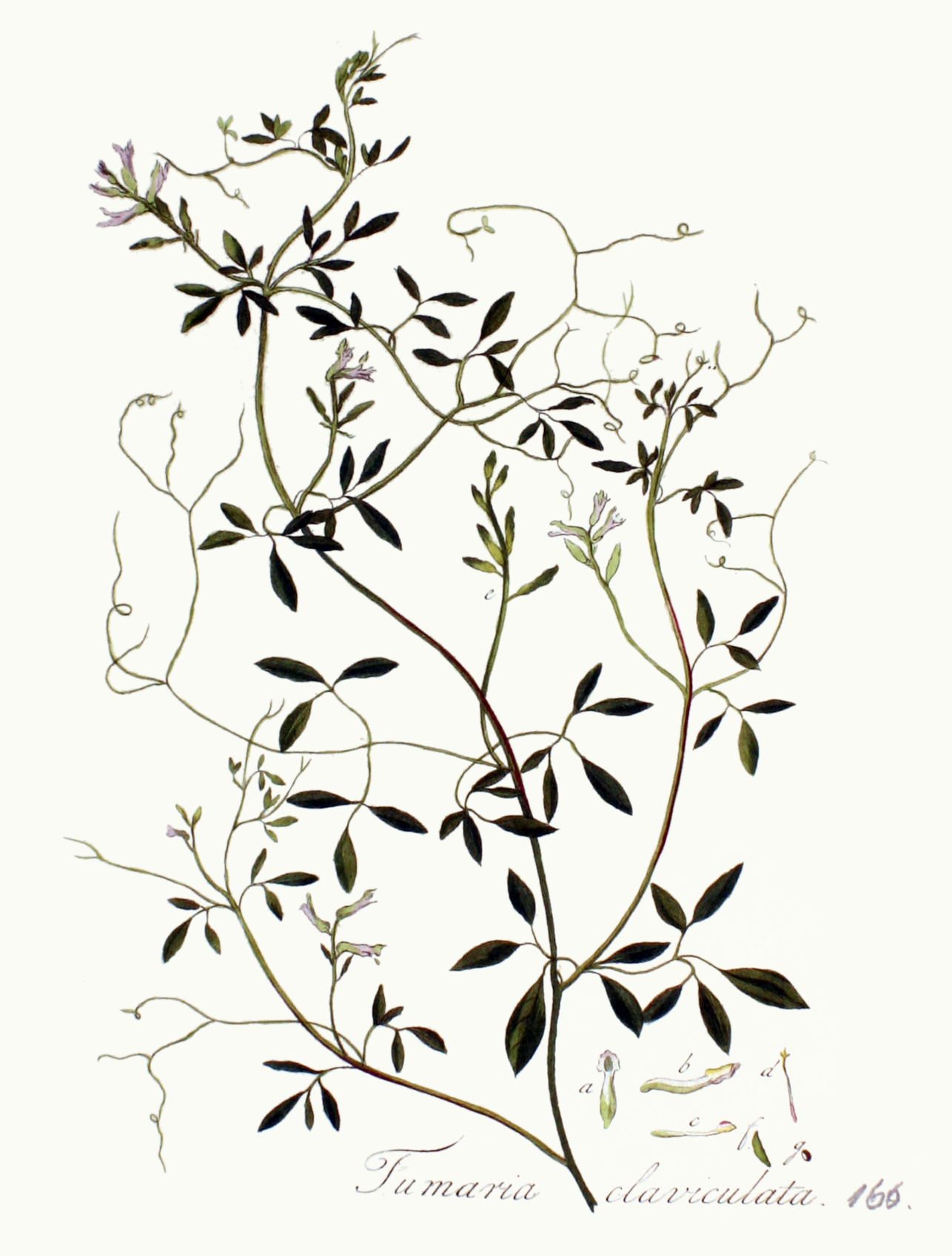
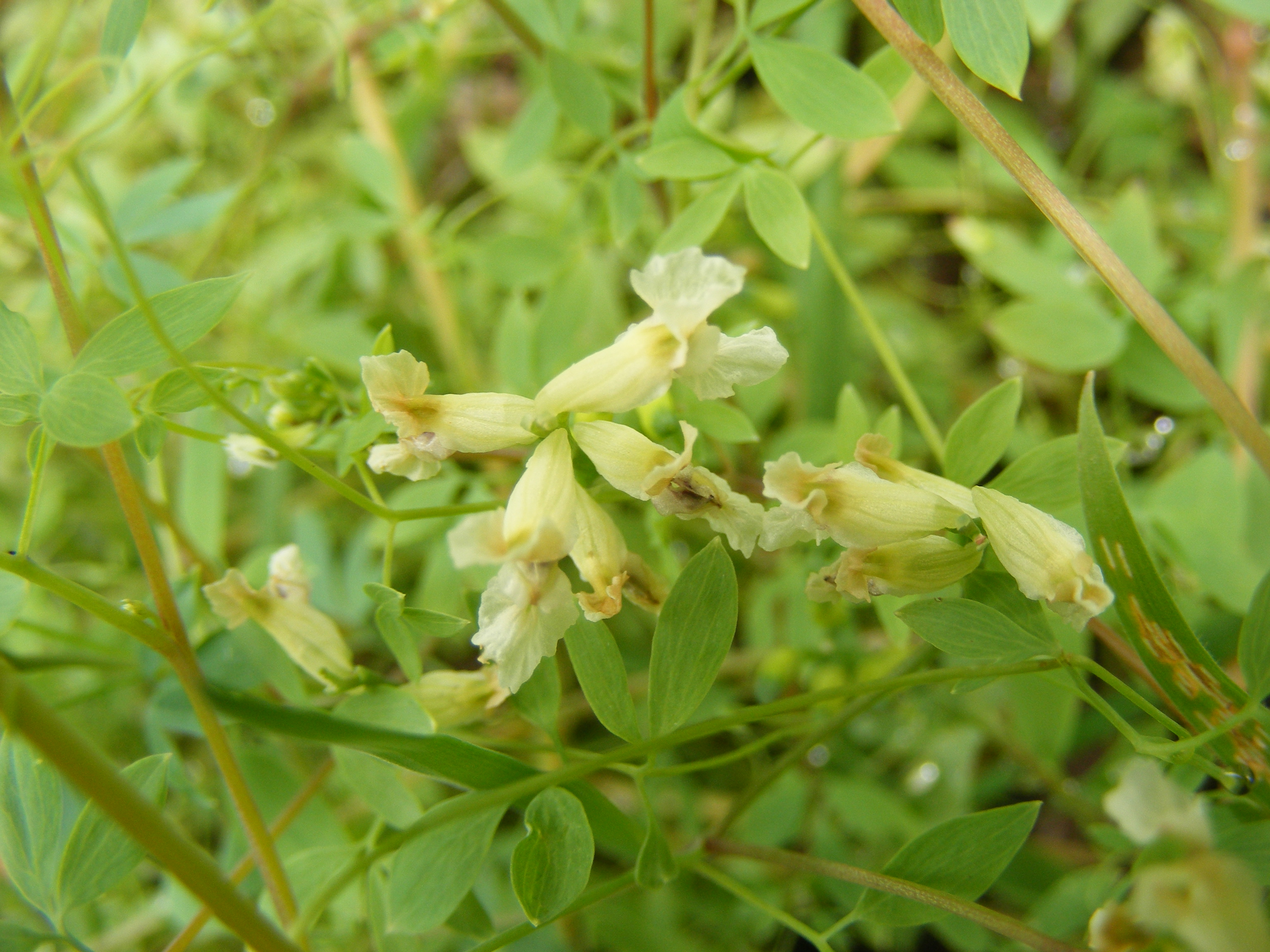